# Dracula astuta
Dracula astuta é uma espécie de orquídea epífita de crescimento cespitoso cujo gênero é proximamente relacionado às Masdevallia, parte da tribo Pleurothallidinae. Esta espécie é originária da Costa Rica, onde habita florestas úmidas e nebulosas.
Pode ser diferenciada das espécies mais próximas particularmente da Dracula erythrochaete com a qual muito se assemelha, por sua folhas mais largas e flores maiores e mais abertas de cores mais vivas.